# Pleurobrachia
Pleurobrachia är ett släkte av kammaneter som beskrevs av Fleming 1821. Pleurobrachia ingår i familjen Pleurobrachiidae.
Kladogram enligt Catalogue of Life och Dyntaxa:
| Pleurobrachia | \| \| Pleurobrachia arctica \| \| \| \| \| \| Pleurobrachia australis \| \| \| \| \| \| Pleurobrachia bachei \| \| \| \| \| \| Pleurobrachia brunnea \| \| \| \| \| \| Pleurobrachia dimidiata \| \| \| \| \| \| Pleurobrachia globosa \| \| \| \| \| \| Pleurobrachia latipharyngea \| \| \| \| \| \| Pleurobrachia pigmentata \| \| \| \| \| \| havskrusbär \| \| \| \| \| \| Pleurobrachia rhododactyla \| \| \| \| \| \| Pleurobrachia rhodopis \| \| \| \| \| \| Pleurobrachia striata \| \| \| \| |
|               | \| \| Pleurobrachia arctica \| \| \| \| \| \| Pleurobrachia australis \| \| \| \| \| \| Pleurobrachia bachei \| \| \| \| \| \| Pleurobrachia brunnea \| \| \| \| \| \| Pleurobrachia dimidiata \| \| \| \| \| \| Pleurobrachia globosa \| \| \| \| \| \| Pleurobrachia latipharyngea \| \| \| \| \| \| Pleurobrachia pigmentata \| \| \| \| \| \| havskrusbär \| \| \| \| \| \| Pleurobrachia rhododactyla \| \| \| \| \| \| Pleurobrachia rhodopis \| \| \| \| \| \| Pleurobrachia striata \| \| \| \| |
|               | Ceroctena |
|               | |
|               | Hormiphora |
|               | |
|               | Minictena |
|               | |
|               | Sabaudia |
|               | |
|               | Tinerfe |
|               | |
|               | Pleurobrachia arctica |
|               | |
|               | Pleurobrachia australis |
|               | |
|               | Pleurobrachia bachei |
|               | |
|               | Pleurobrachia brunnea |
|               | |
|               | Pleurobrachia dimidiata |
|               | |
|               | Pleurobrachia globosa |
|               | |
|               | Pleurobrachia latipharyngea |
|               | |
|               | Pleurobrachia pigmentata |
|               | |
|               | havskrusbär |
|               | |
|               | Pleurobrachia rhododactyla |
|               | |
|               | Pleurobrachia rhodopis |
|               | |
|               | Pleurobrachia striata |
|               | |

|  | Pleurobrachia arctica       |
|  |                             |
|  | Pleurobrachia australis     |
|  |                             |
|  | Pleurobrachia bachei        |
|  |                             |
|  | Pleurobrachia brunnea       |
|  |                             |
|  | Pleurobrachia dimidiata     |
|  |                             |
|  | Pleurobrachia globosa       |
|  |                             |
|  | Pleurobrachia latipharyngea |
|  |                             |
|  | Pleurobrachia pigmentata    |
|  |                             |
|  | havskrusbär                 |
|  |                             |
|  | Pleurobrachia rhododactyla  |
|  |                             |
|  | Pleurobrachia rhodopis      |
|  |                             |
|  | Pleurobrachia striata       |
|  |                             |